# Luigj Filaj
Luigj Filaj (ur. 21 czerwca 1899 w Janjevie, zm. 1969) – albański nauczyciel, muzykolog, pianista, kompozytor i tłumacz. W swojej twórczości używał pseudonimu Daj Jaku.

## Życiorys
Uczęszczał na studia muzyczne w Wiedniu i jednocześnie pracował w fabryce fortepianów August Förster przy ich strojeniu. W 1922 roku wrócił do Albanii, gdzie nauczał muzyki w Elbasanie; został zwolniony w roku 1925 z powodu udziału w protestach z czerwca poprzedniego roku. Przeniósł się do Korczy, pracował tam w kinach jako akompaniator przy filmach niemych. W 1931 roku rozpoczął pracę nauczyciela w Szkole Technicznej w Tiranie.
Jako pianista współpracował z Teftą Tashko Koço, Jorgjią Trują i Kristaqem Antoniu. Po zakończeniu II wojny światowej Filaj pracował jako nauczyciel w tirańskim Liceum Plastycznym Jordan Misja.

## Kompozycje
- Lavdi Atdheut (operetka)[3]

## Podręczniki szkolne
- Mësimi i muzikës për shkollat e mesme (1935)[3][2][4]

## Satyry
- Daj Jaku (1943)[3][2][5]

## Życie prywatne
Jego córka Violeta była żoną dziennikarza, nauczyciela i pianisty Vangjusha Gambety. Sama Violeta utworzyła grupę Dorela, która w celu upamiętnienia Luigja Filaja wykonywała podczas wojny w Kosowie fragmenty operetki Lavdi Atdheut.